# زبان‌گاوی هویجی
زبان‌گاوی هویجی (نام علمی: Cynoglossus dubius) نام یک گونه از سرده کفشک زبان‌گاوی است.